# Jeffrey Hornaday
Jeffrey Hornaday, né le 3 mai 1956 à Los Angeles, est un chorégraphe et réalisateur américain,.
Il a chorégraphié des films tels que Flashdance, Dick Tracy, Captain Eo et A Chorus Line,.

## Biographie
Jeffrey Hornaday a été nommé pour un Prix de la Guilde des réalisateurs d'Amérique pour sa réalisation du film original de Disney Channel 2011 Geek Charming. Il a reçu une deuxième nomination au Director's Guild of America Award pour sa réalisation du film Teen Beach Movie de Disney en 2013. En 2003, il a été nommé pour le MTV Video Music Award de la meilleure chorégraphie pour avoir adapté ses routines de danse de Flashdance pour Jennifer Lopez dans son clip I'm Glad. Hornaday a également dirigé plusieurs tournées mondiales pour des artistes tels que Madonna et Paul McCartney. Hornaday a créé des campagnes de marketing spécialisées pour des entreprises telles que Sony et Nike, et a été directeur créatif des événements mettant en vedette le président Bill Clinton et le président Barack Obama,.

## Filmographie

### Acteur
- 1982 : La Cage aux poules : Aggie

### Chorégraphe
- 1983 : Flashdance[10]
- 1983 : D.C. Cab (1983)
- 1984 : À la poursuite du diamant vert, comme Jeffrey D. Hornaday
- 1984 : Les Rues de feu
- 1985 : A Chorus Line[11]
- 1986 : Captain EO
- 1987 : Le Monde merveilleux de Disney
- 1989 : Tango et Cash, comme Jeff Hornaday
- 1990 : Dick Tracy
- 1991 : La Chanteuse et le Milliardaire
- 1991 : Chienne de vie
- 1993 : L'Impasse
- 1995 : Oiseau de proie
- 1998 : Sweet Jane

### Chorégraphe et metteur en scène
- 1984 : ABC Afterschool Special, épisode Out of Step (1984)
- 2013 : Teen Beach Movie (2013)[12],[13],[14].
- 2015 : Teen Beach 2 (2015)

### Réalisateur
- 1987 : CBS Summer Playhouse
- 1988 : En direct d'Italie (Madonna: Ciao, Italia!)
- 1991 : Un cri du cœur=
- 2011 : Le Geek charmant

## Récompenses et distinctions
- MTV Video Music Award de la meilleure chorégraphie pour I'm Glad (2003, nommé)
- Prix Directors Guild of America du meilleur réalisateur pour Geek Charming (2012, nommé)[15].